# Tour du Ravelin
La tour du Ravelin est un édifice fortifié de la commune de Fougères située dans le département d’Ille-et-Vilaine, en région Bretagne. Son nom vient du Ravelin (ou demi-lune), un élément des fortifications médiévales comme classiques. 

## Localisation
L'ouvrage défensif est positionné entre la rue Porte-Saint-Léonard et la place du Général Lariboisière, un peu en contrebas de l'hôtel de ville et de l'église Saint-Léonard. Actuellement cadastré section AT, numéro 376, il est érigé sur une parcelle qui sert également d'assiette à l'ancien presbytère de la paroisse Saint-Léonard, sécularisé après la séparation des Églises et de l'État. Ce dernier bâtiment abrite aujourd'hui le service communication de la Ville.
 Avant la rénovation cadastrale, l'emprise de la tour constituait à elle seule une entité distincte, savoir la parcelle B 862. La consultation du cadastre napoléonien, confectionné en 1821 pour Fougères, se révèle intéressante à plus d'un titre : elle permet, tant de constater qu'il ne demeure aujourd'hui que la moitié est de la demi-lune, que d'appréhender la fonction militaire de la tour du Ravelin, partie intégrante du système de défense avancée de la porte Saint-Léonard dont subsistait encore alors la tour orientale.

## Historique
La construction de la Tour du Ravelin est intervenue sous le duc François II qui régna sur le Duché de Bretagne de 1458 à 1488. Cependant, dès 1449, l'adaptation des vieux remparts fougerais aux progrès de l'artillerie et la mise en défense des portes Roger, de Rillé et Saint-Léonard étaient déjà apparues comme une impérieuse nécessité à l'occasion du siège de la ville par le duc François Ier venu la reprendre à l'aventurier François de Surienne. À cette occasion, les bourgeois assiégés de la ville drapante avaient tenté d'amortir le choc des boulets en garnissant les murailles de balles de laines.
Les fortifications sortirent particulièrement endommagées de cette épreuve. Elles furent restaurées, notamment, grâce à l'instauration d'un impôt sur les boissons dont la perception fit l'objet de mandements renouvelés du père d'Anne de Bretagne.
 La montée du péril français, menaçant l'état breton dans sa survie même, explique elle aussi le souci constant de renforcement et d'adaptation technique de l'enceinte urbaine de Fougères, la Porte Saint-Léonard, élément vulnérable du front sud des remparts, se voyant alors, de fait, dotée d'un boulevard protégé par un ravelin et un cavalier.

## Architecture
De nos jours, la Tour du Ravelin se présente en élévation approximativement telle un quart de cylindre circulaire droit d'environ 4 à 5 mètres de haut. Il s'agit en fait de la moitié orientale de la demi-lune, ouvrage maçonné constitué de moellons de cornéenne et granite liés par un mortier de chaux. Des chaînages en granite, datant visiblement de deux époques différentes, ont été établis pour consolider la tour de défense sur sa nouvelle tranche, consécutivement à son amputation, laquelle visait à rectifier le tracé courbe de la Rue Porte Saint-Léonard, mais également à l'occasion des travaux de reconstruction du presbytère Saint-Léonard et de son muret de clôture réalisé en 1885.
Contrairement aux Tours Montfromery, du Four ou Saint-Nicolas, érigées par ailleurs au XVe siècle, aucun cordon de granite en pierres de taille ne ceint la construction. Si le couronnement de l'ouvrage a totalement disparu, il est probable qu'il consistait en un toit en terrasse protégé par des créneaux permettant l'usage de pièces d'artillerie. L'adaptation de la tour au maniement des armes à feu est en tous les cas attestés par la présence de casemates à canons dans la base aujourd'hui enterrée de la fortification.

## Protection
La Tour du Ravelin est inscrite au titre des monuments historiques depuis le 14 octobre 1926,.